# ستيفن وايت
ستيفن وايت (بالإنجليزية: Stephen Wight)‏ هو ممثل بريطاني، ولد في 27 فبراير 1980 في المملكة المتحدة.

## وصلات خارجية
- ستيفن وايت على موقع IMDb (الإنجليزية)
- ستيفن وايت على موقع قاعدة بيانات الفيلم (الإنجليزية)